# باشگاه فوتبال والتر فرتی
کلاب دپورتیوو والتر فرتی یک تیم فوتبال نیکاراگوئه‌ای است که در لیگ برتر نیکاراگوئه بازی می‌کند. آنها در ماناگوا مستقر هستند.